# عبد الله الطريجي
د. عبد الله محمد الطريجي (1 أبريل 1958 -)، نائب سابق في مجلس الأمة الكويتي، ورئيس نادي السالمية الكويتي السابق، وحاصل على ليسانس حقوق.
شارك في انتخابات مجلس الأمة الكويتي 2012 وحصل على المركز العاشر في الدائرة الأولى بـ7619 صوت.

## انتخابات مجلس الأمة
| الانتخابات           | الدائرة الانتخابية | المركز            | عدد الأصوات | النتيجة |
| -------------------- | ------------------ | ----------------- | ----------- | ------- |
| انتخابات 2009        | الدائرة الأولى     | المركز السادس عشر | 5,339 صوت   | خسر     |
| انتخابات فبراير 2012 | الدائرة الأولى     | المركز العاشر     | 7,619 صوت   | فاز     |
| انتخابات 2013        | الدائرة الأولى     | المركز السابع     | 3,151 صوت   | فاز     |
| انتخابات 2016        | الدائرة الاولى     | المركز الحادي عشر | 2,078 صوت   | خسر     |
| انتخابات 2020        | الدائرة الاولى     | المركز الثامن     | 2,472 صوت   | فاز     |

## عضويات
- عضو مجلس إدارة نادي السالمية الكويتي السابق.
- رئيس مجلس إدارة نادي السالمية الكويتي السابق.[2]
- مدير إدارة مباحث محافظة حولي.
- مدير إدارة التخطيط.
- مدير إدارة المخالفات المرورية.
- عضو في جمعية المحامين الكويتي.
- أمين سر المجلس الاعلى للمرور.
- أمين سر اتحاد الشرطة الرياضي.
- عضو في جمعية السلامة المرورية.
- عضو في اللجنة القانونية بالاتحاد العربي للشرطه.
- عضو في مجلس الأمة الكويتي 2012
- عضو في مجلس الأمة الكويتي 2013
- عضو في مجلس الأمة الكويتي 2020

## أبرز المواقف في مجلس الأمة

### مجلس الأمة 2013
| استجواب الوزير محمد العبد الله الصباح (2013) | ضد الاستجواب |
| شطب استجواب رئيس الوزراء جابر المبارك (2014) | غير موجود    |
| تعديل قانون المحكمة الدستورية (2014)         | موافق        |
| قانون البصمة الوراثية (2015)                 | موافق        |
| قانون منع المسيء (2016)                      | موافق        |

### مجلس الأمة 2020
| استجواب الوزير حمد جابر العلي (يناير 2022)              | ضد الاستجواب |
| استجواب الوزير أحمد ناصر الصباح (فبراير 2022)           | ضد الاستجواب |
| استجواب الوزير علي حسين الموسى (مارس 2022)              | ضد الاستجواب |
| رفع الحصانة عن النائب شعيب المويزري في شكوى رئيس المجلس | موافق        |
| رفع الحصانة عن النائب محمد المطير                       | موافق        |
| رفع الحصانة عن النائب ثامر السويط                       | موافق        |
| رفع الحصانة عن النائب خالد مؤنس العتيبي                 | موافق        |